# Ludwig-Pfau-Straße 19 und Südstraße 142 (Heilbronn)

Ludwig-Pfau-Straße 19 und Südstraße 142 in Heilbronn

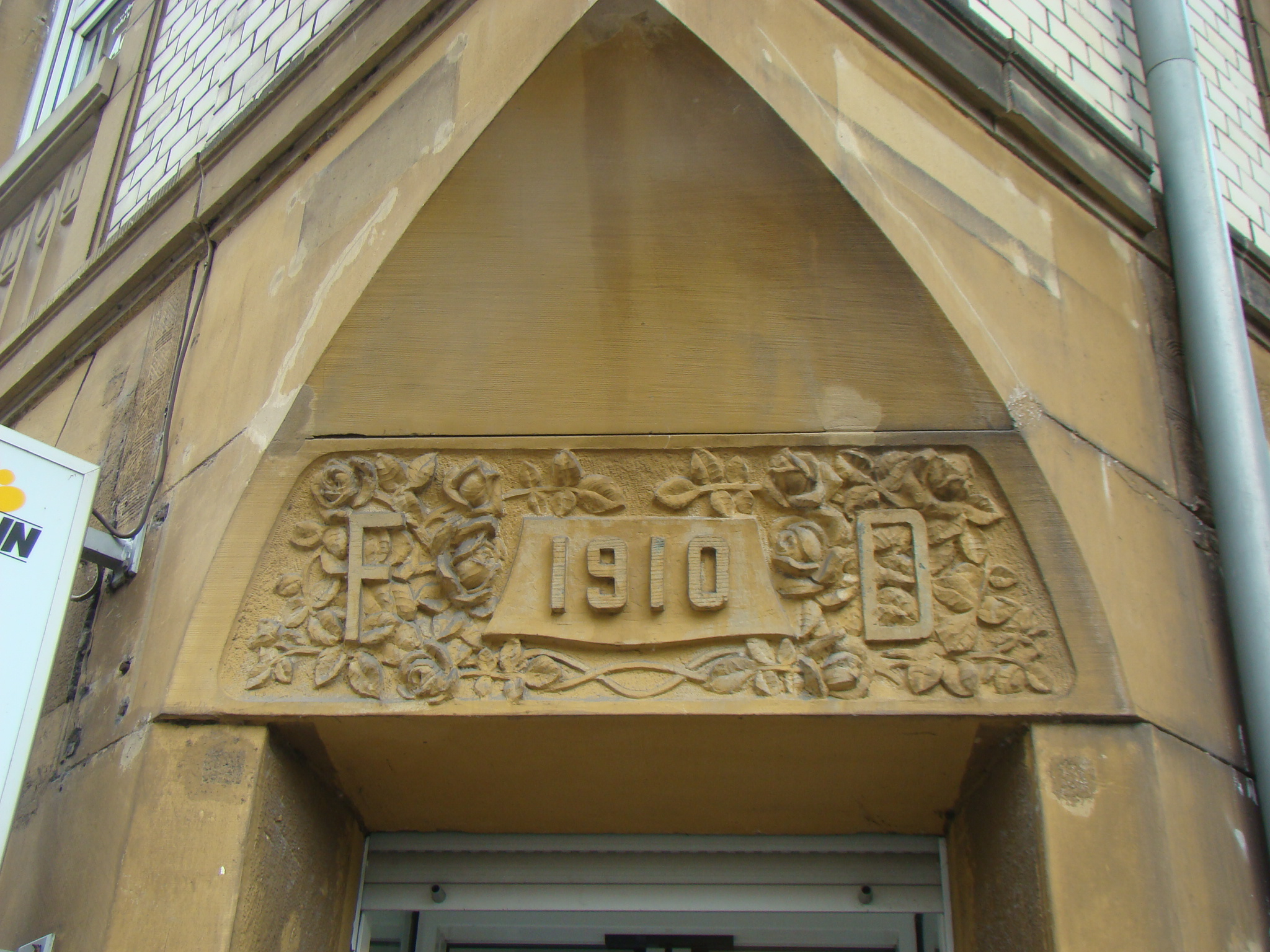
Detail über der Ladentür

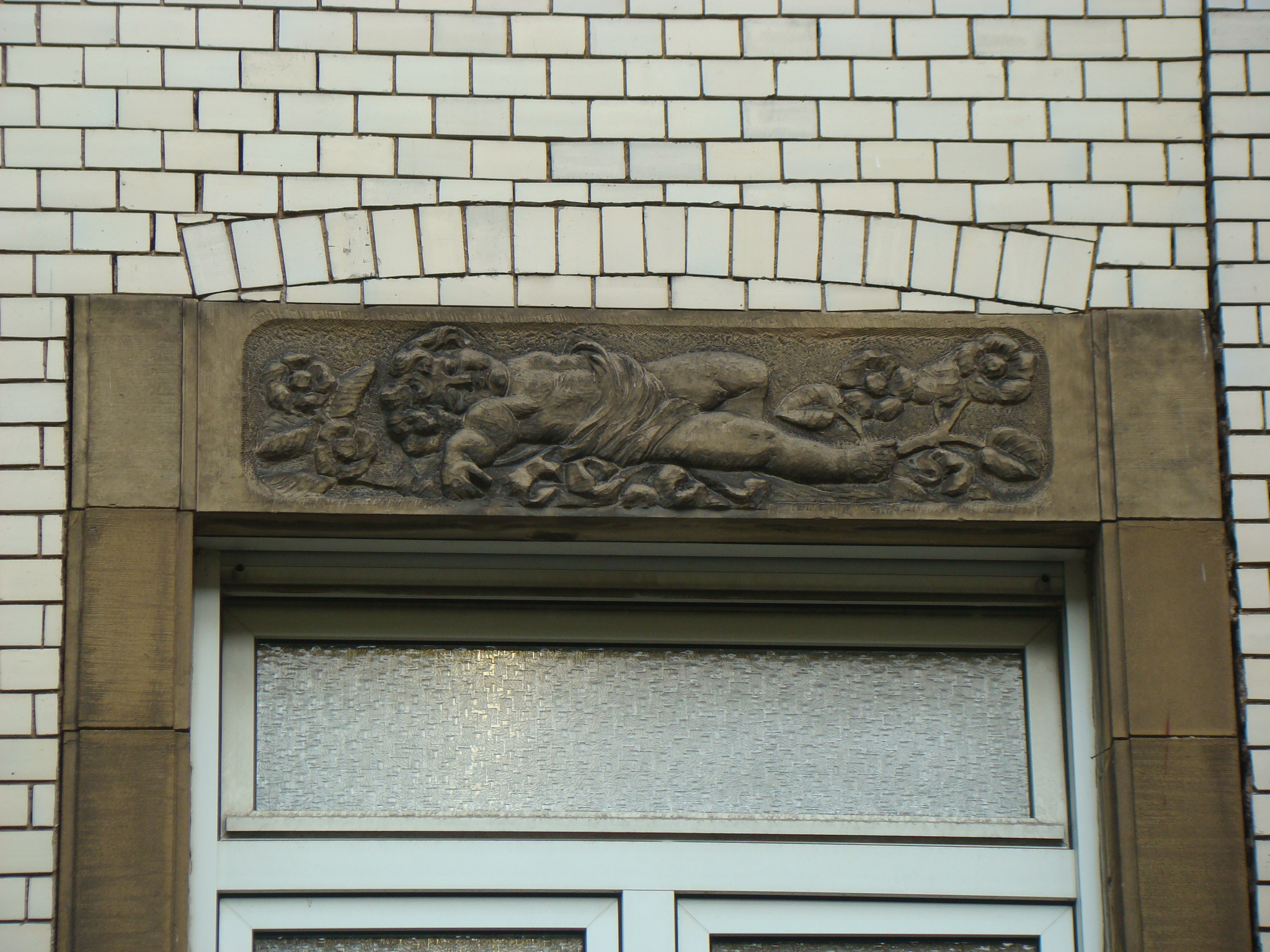
Detail von einer der Fensterumrahmungen

Das Doppelhaus Ludwig-Pfau-Straße 19 und Südstraße 142 in Heilbronn ist ein denkmalgeschütztes Gebäude, das im Jahr 1910 durch den Bauunternehmer Rudolf Seitz errichtet wurde. Seitz errichtete auch die Doppelhäuser Südstraße 144 und 146 und Ludwig-Pfau-Straße 21 und 23.

## Lage und Umgebung
Das Bauwerk wurde an der Ecke Südstraße/Ludwig-Pfau-Straße errichtet. Die Südstraße ist Teil eines „Stadtrings“ im Stadtbauplan von 1873 von Reinhard Baumeister. Sie führt vom Silcherplatz nach Westen durch das historische Arbeiterquartier am Heilbronner Südbahnhof bis zur Rosenbergbrücke. Heute verläuft auf der Südstraße die Bundesstraße 293.
Die nach dem Heilbronner Ehrenbürger und Dichter Ludwig Pfau benannte Ludwig-Pfau-Straße verläuft von Nord nach Süd. Sie gehört zu einem alten Industrie- und Arbeiterwohngebiet.
In den Jahren 1977–1981 übernahm die Stadtplanung und Stadtsiedlung im Rahmen der „behutsamen Erneuerung einzelner Stadtquartiere“ die Restaurierung des historischen Stadtviertels aus dem Anfang des 20. Jahrhunderts. Seit 2003 zählt das Stadtquartier zum Förderprojekt „Soziale Stadt“ und es werden finanzielle Mittel für die Sanierung von Seiten der Stadt, Bund und Land zur Verfügung gestellt.

## Geschichte
1950 gehörte die Haushälfte Nr. 19 den Erben von Lina Dann. Im Erdgeschoss befand sich eine Lebensmittelfiliale der Konsumgenossenschaft. Die Haushälfte Nr. 142 gehörte Friedericke Burckhardt aus Kleingartach. Im Erdgeschoss war Friseur Karl Hoppenworth. 1961 gehörte Nr. 142 Fritz Steeger aus Schnaitheim-Brenz. An der Nutzung der Erdgeschosse hatte sich noch nichts geändert.

## Beschreibung
Das Doppelhaus befindet sich laut Denkmaltopographie „in städtebaulich dominierender Ecklage“. Bei diesem wie auch bei den beiden Nachbarhäusern, die in stilistischer Einheit gestaltet sind, finden sich zahlreiche „Steinmetzarbeiten in den Brüstungsfeldern der Fensterrahmen“.

## Kunstgeschichtliche Bedeutung
Das Gebäude ist ein Beispiel dafür, dass auch ein Haus, das für eine „mittlere soziale Schicht“ erbaut wurde und entsprechend kleine und mit wenig Komfort ausgestattete Wohnungen enthielt, trotzdem eine „kunsthandwerklich anspruchsvolle Architektur“ und individuelle Prägung aufzeigen kann.